# Luchy
Luchy és un municipi francès, situat al departament de l'Oise i a la regió dels Alts de França. L'any 2007 tenia 545 habitants.

## Demografia

### Població
El 2007 la població de fet de Luchy era de 545 persones. Hi havia 186 famílies de les quals 24 eren unipersonals (12 homes vivint sols i 12 dones vivint soles), 55 parelles sense fills, 91 parelles amb fills i 16 famílies monoparentals amb fills.
La població ha evolucionat segons el següent gràfic:
Habitants censats

### Habitatges
El 2007 hi havia 201 habitatges, 188 eren l'habitatge principal de la família, 3 eren segones residències i 10 estaven desocupats. 198 eren cases i 2 eren apartaments. Dels 188 habitatges principals, 174 estaven ocupats pels seus propietaris, 11 estaven llogats i ocupats pels llogaters i 3 estaven cedits a títol gratuït; 1 tenia dues cambres, 20 en tenien tres, 47 en tenien quatre i 119 en tenien cinc o més. 141 habitatges disposaven pel capbaix d'una plaça de pàrquing. A 75 habitatges hi havia un automòbil i a 104 n'hi havia dos o més.

### Piràmide de població
La piràmide de població per edats i sexe el 2009 era:
| Homes | Edats   | Dones |
| ----- | ------- | ----- |
| 0     | 95 o +  | 0     |
| 0     | 90 a 94 | 0     |
| 4     | 85 a 89 | 4     |
| 0     | 80 a 84 | 4     |
| 4     | 75 a 79 | 8     |
| 8     | 70 a 74 | 8     |
| 8     | 65 a 69 | 16    |
| 12    | 60 a 64 | 12    |
| 16    | 55 a 59 | 8     |
| 12    | 50 a 54 | 24    |
| 24    | 45 a 49 | 16    |
| 20    | 40 a 44 | 20    |
| 20    | 35 a 39 | 20    |
| 28    | 30 a 34 | 12    |
| 16    | 25 a 29 | 20    |
| 12    | 20 a 24 | 20    |
| 36    | 15 a 19 | 16    |
| 4     | 10 a 14 | 16    |
| 28    | 5 a 9   | 16    |
| 20    | 0 a 4   | 8     |

## Economia
El 2007 la població en edat de treballar era de 349 persones, 268 eren actives i 81 eren inactives. De les 268 persones actives 256 estaven ocupades (140 homes i 116 dones) i 13 estaven aturades (6 homes i 7 dones). De les 81 persones inactives 33 estaven jubilades, 22 estaven estudiant i 26 estaven classificades com a «altres inactius».

### Ingressos
El 2009 a Luchy hi havia 199 unitats fiscals que integraven 574 persones, la mediana anual d'ingressos fiscals per persona era de 19.549 €.

### Activitats econòmiques
Dels 13 establiments que hi havia el 2007, 1 era d'una empresa extractiva, 5 d'empreses de construcció, 3 d'empreses de comerç i reparació d'automòbils, 2 d'empreses de transport, 1 d'una empresa d'hostatgeria i restauració i 1 d'una entitat de l'administració pública.
Dels 6 establiments de servei als particulars que hi havia el 2009, 1 era un taller de reparació d'automòbils i de material agrícola, 1 guixaire pintor, 1 fusteria, 2 lampisteries i 1 electricista.
L'any 2000 a Luchy hi havia 13 explotacions agrícoles que ocupaven un total de 798 hectàrees.

## Equipaments sanitaris i escolars
El 2009 hi havia una escola elemental integrada dins d'un grup escolar amb les comunes properes formant una escola dispersa.

## Poblacions més properes
El següent diagrama mostra les poblacions més properes.